# Akdere (Denizli)
Akdere (türkisch für weißer Bach) ist ein Dorf im Landkreis Denizli der gleichnamigen türkischen Provinz. Akdere liegt etwa 39 km nordöstlich der Provinzhauptstadt Denizli. Akdere hatte laut der letzten Volkszählung 826 Einwohner (Stand Ende Dezember 2010).